# Catriona Ward
Catriona Ward   (Washington DC) és una novel·lista de terror estatunidenca i britànica.

## Biografia
Catriona Ward va néixer a Washington DC. La seva família es mudava sovint, així que va créixer a diferents parts d'arreu del món, incloent-hi els Estats Units mateix, Kenya, Madagascar, el Iemen i el Marroc. Dartmoor era un dels indrets on la família tornava amb regularitat.
Ward va estudiar Anglès al St Edmund Hall d'Oxford. Va treballar de primeres com a actriu a Nova York.
Quan va tornar a Londres, treballava en la seva primera novel·la mentre escrivia per a una organització de drets humans fins que se'n va anar a fer el màster en arts d'Escriptura Creativa a la Universitat de l'Ànglia de l'Est. Aquella novel·la, Rawblood (als Estats Units, The Girl from Rawblood), va ser publicada el 2015.
Ara escriu tant novel·les i relats, de caràcter literari, com ressenyes. Ward va guanyar el Premi August Derleth de Millor Novel·la de Terror el 2016 als British Fantasy Awards per Rawblood i novament el 2018 per Little Eve. Així, va esdevindre la primera dona a rebre el guardó dues vegades. Little Eve, a més, va rebre el prestigiós Premi Shirley Jackson de millor novel·la. El seu següent thriller, The Last House on Needless Street, va ser publicat per Viper Books (una empremta de Serpent's Tail) el març de 2021 al Regne Unit i per Tor Nightfire (de Tor Books) als Estats Units el setembre de 2021. La productora d'Andy Serkis i Jonathan Cavendish, The Imaginarium Productions, n'ha comprat els drets filmogràfics.
Actualment, Ward viu a Londres i Devon.

## Premis
British Fantasy Awards
- 2016: Rawblood (Weidenfeld & Nicolson)
- 2019 Little Eve (W&N)

Shirley Jackson Awards
- 2018 Little Eve (Weidenfeld & Nicolson)

## Obra
Novel·les
- Rawblood (aka The Girl from Rawblood) (2015)
- Little Eve (2018)
- The Last House on Needless Street (2021)
- Sundial (2022)[7]

Antologia
- This Dreaming Isle (2019)
- Cursed (2020)

Relats
- Sentinel (2018)
- Lula-Belle (2018)
- Black Kitty (2019)